# Euphaea masoni
Euphaea masoni – gatunek ważki z rodziny Euphaeidae.